# Paul Schleifer

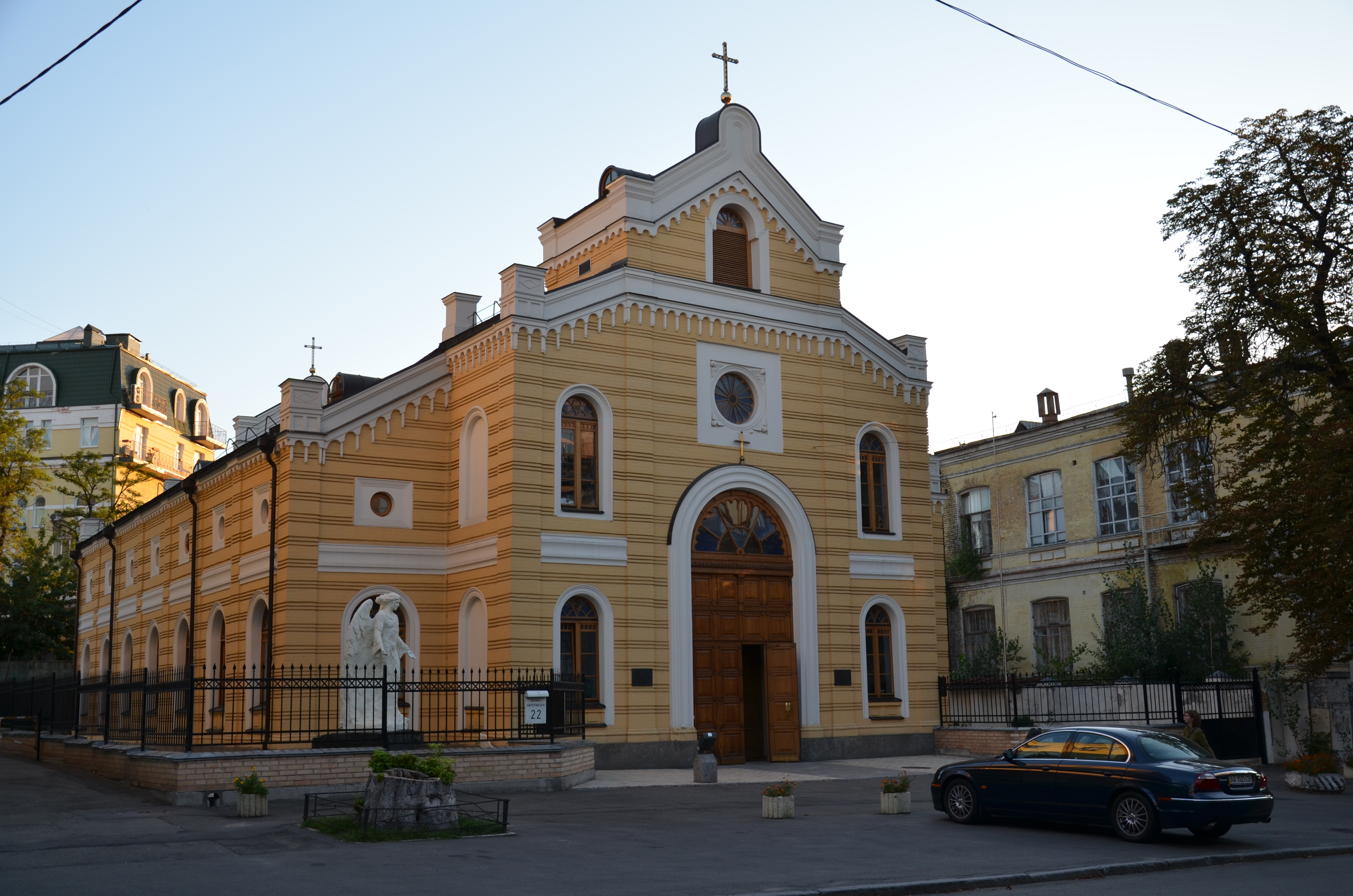
Die nach Plänen Schleifers erbaute St. Katharinen-Kirche in Kiew

Paul Schleifer (russisch Павел Иванович Шлейфер; * 17. Junijul. / 29. Juni 1814greg. in Kiew, Russisches Reich; † 24. April 1879 ebenda) war ein deutsch-russischer Künstler und Architekt und der Vater von Georg Schleifer.

## Leben
Paul Schleifer wurde 1814 als Sohn einer deutschstämmigen Familie in Kiew geboren. Nach seinem Schulabschluss 1830 verließ er Kiew und arbeitete im Amt für Außenhandel in Sankt Petersburg. Parallel zu seiner Arbeit studierte er von 1836 bis 1839 an der Russischen Kunstakademie. Danach widmete er sich vorwiegend der Malerei und kehrte 1846 nach Kiew zurück, wo er am Kiewer Institut für edle Jungfrauen lehrte.
Verheiratet war er seit 1849 mit Karolina, geb. Schnauffert. Das Ehepaar hatte sieben Kinder, drei Söhne und vier Töchter. Der Sohn Georg Schleifer (1855–1913) war ebenfalls ein bekannter Kiewer Architekt. 1859 unternahm er eine wissenschaftliche Reise nach Deutschland und Belgien. Schleifer starb in Kiew und wurde auf dem Baikowe-Friedhof beerdigt.
Sein bekanntestes Bauwerk ist die heute noch erhaltene St. Katharinen-Kirche, die er von 1855 bis 1857 zusammen mit dem deutschen Architekten Johann Waldemar Strom für die Deutsche Evangelisch-Lutherische Gemeinde in Kiew erbaute.
Sein bekanntestes Gemälde ist ein Bildnis seiner Ehefrau, das als Porträt der Ehefrau im Nationalen Kunstmuseum der Ukraine in Kiew ausgestellt ist.